# Osomatsu-san
Osomatsu-san (おそ松さん, lit. "Senhor Osomatsu") é uma série de animé do género comédia, produzida pelo Studio Pierrot, com base no manga de 1962, Osomatsu-kun de Fujio Akatsuka. Em comemoração ao octogésimo aniversário de Akatsuka, a série segue os irmãos sêxtuplos Matsuno na idade adulta, e apresenta um humor destinado a um público mais adulto, comparado com o da série original. A série foi exibida no Japão entre 5 de outubro de 2015 e 30 de março de 2021, sendo transmitida simultaneamente nos países lusófonos pela Crunchyroll. A adaptação para manga feita por Masako Shitaro, foi publicada na revista You da Shueisha desde janeiro de 2016 a novembro de 2020.

## Personagens
Muitas das personagens, particularmente os irmãos Matsuno, apresentam, nomeadamente personalidades diferentes, comparadas com o seu aspeto original em Osomatsu-kun, enquanto algumas personagens secundárias mantêm o seu carácter original.

### Irmãos Matsuno
Osomatsu Matsuno (松野 おそ松, Matsuno Osomatsu)
Voz de: Takahiro Sakurai
O mais velho dos sêxtuplos e o autoproclamado líder do grupo. Contudo, não é nada confiável e apresenta uma personalidade infantil e imatura na maior parte do tempo, que por vezes deixa seus irmãos à beira da loucura. Gosta muito de apostar em corridas de cavalos e de jogar pachinko. É descrito como incrivelmente estúpido, porém constantemente procura um bom convívio com sua família. Seu visual é um tanto básico, com uma expressão neutra, com pouco destaque quando comparado às expressões de seus irmãos. Geralmente se veste com roupas vermelhas.
Karamatsu Matsuno (松野 カラ松, Matsuno Karamatsu)
Voz de: Yuichi Nakamura
O segundo dos sêxtuplos. Ele se considera um mulherengo extremamente popular e tenta agir de forma legal, mas sua atitude normalmente só acaba constrangendo e incomodando os outros. Embora seja predominantemente usado como alívio cômico, demonstra sensibilidade e por vezes tenta se comportar como um bom irmão. Porém, suas tentativas geralmente fracassam, pois seus irmãos quase sempre o ignoram. É frequentemente visto usando uma jaqueta de couro e óculos de sol. Sua característica mais notável e distinta são suas sobrancelhas grossas. Costuma se vestir de azul.
Choromatsu Matsuno (松野 チョロ松, Matsuno Choromatsu)
Voz de: Hiroshi Kamiya
O terceiro dos sêxtuplos. Tido como o único com algum bom senso, se considera a voz da razão entre o grupo, sendo por vezes considerado um tsukkomi. Por outro lado, ele também é um otaku que adora ídolos por impulso, e sua ocasional arrogância tende a irritar quem estiver por perto. Suas características distintivas são sua boca angular e suas pupilas pequenas, além da ausência dos fios de cabelo espetados que seus irmãos possuem. O diferencial de sua vestimenta é uma camisa vestida por baixo de seu moletom. Geralmente se veste de verde.
Ichimatsu Matsuno (松野 一松, Matsuno Ichimatsu)
Voz de: Jun Fukuyama
O quarto dos sêxtuplos. Demonstra antipatia em relação ao convívio social, mas gosta muito de passar o tempo com os gatos da vizinhança. É geralmente recluso, falando pouco e apresentando comportamento sombrio. Está sempre com os olhos semicerrados, com as costas arqueadas e com o cabelo bagunçado e despenteado, o que o destaca de seus irmãos e o confere uma aparência apática, deprimida e distante. Apesar de seu comportamento estoico, é vulnerável e se magoa muito fácil. Diferentemente do resto de seus irmãos, usa calças moletom. Constantemente usa uma máscara cirúrgica branca sobre o rosto e sua cor típica é o roxo.
Jyushimatsu Matsuno (松野 十四松, Matsuno Jūshimatsu)
Voz de: Daisuke Ono
O quinto dos sêxtuplos. É hiperativo e muito enérgico, por vezes desafiando as próprias leis da realidade com seu comportamento. Está sempre sorrindo com a boca aberta. Seu casaco é distinto dos de seus irmãos por ter as mangas bem mais longas que o normal, e está quase sempre usando bermudas. Gosta muito de atividades físicas, especialmente o baseball. Sua frase de efeito é ''Hustle, hustle! Muscle, muscle!'', a qual costuma repetir em diversos episódios. É mentalmente imaturo, porém possui lacunas de personalidade que o fazem ficar completamente diferente do usual. Outra de suas características é seu único fio de cabelo espetado na parte de trás de sua cabeça. Geralmente se veste de amarelo.
Todomatsu Matsuno (松野 トド松, Matsuno Todomatsu)
Voz de: Miyu Irino
O mais jovem dos sêxtuplos. Ele é cuidadoso, despreocupado e um pouco efeminado, o que o leva a ter algum sucesso com mulheres. Apesar disso, se mostra frio, traiçoeiro e manipulador em relação a seus próprios irmãos, chegando até a ignorá-los em público, fingindo não os conhecer por ter vergonha de sua família. Tem dificuldades em demonstrar empatia e preocupação com os outros, e demonstra pouco interesse no convívio familiar. Seus traços distintivos incluem sua boca pequena e pupilas grandes, que contribuem para um ar inocente e contrastam com sua personalidade dissimulada. Costuma se vestir de rosa.

### Outras personagens
Iyami (イヤミ)
Voz de: Kenichi Suzumura
Iyami permaneceu praticamente o mesmo desde o seu aspeto original em Osomatsu-kun, apesar do seu regresso como uma personagem secundária, no animé da década de 1980 foi o protagonista.
Chibita (チビ太)
Voz de: Sachi Kokuryu
Um antigo rival dos sêxtuplos, que agora comanda uma banca de oden que os irmãos Matsuno frequentemente visitam.
Totoko (トト子)
Voz de: Aya Endō
A heroína da série, que agora persegue o sonho de promover os negócios da peixaria dos seus pais, tornando-se um "ídolo peixe". Ela é a paixoneta dos irmãos Matsuno, mas Totoko na maioria das vezes acha a admiração deles indesejada. Sua rival é Nyaa Hashimoto.
Matsuzō Matsuno (松野 松造, Matsuno Matsuzō) e Matsuyo Matsuno (松野 松代, Matsuno Matsuyo)
Voz de: Kazuhiko Inoue e Kujira
Os pais dos sêxtuplos, que ainda vivem com eles mesmo adultos.
Hatabō (ハタ坊)
Voz de: Momoko Saitō
Anteriormente, Hatabō era o criado de várias personagens, e agora dirige uma empresa de milhões de dólares, embora se comporte como um miúdo.
Dekapan (デカパン)
Voz de: Yōji Ueda
A mesma personagem como na versão original, que guarda coisas em suas calças grandes e faz várias criações.
Dayōn (ダヨーン)
Voz de: Nobuo Tobita
A mesma personagem como na versão original, que geralmente diz apenas seu nome.
Nyaa Hashimoto (橋本にゃー, Hashimoto Nyaa)
Voz de: Nanami Yamashita
Um ídolo-gato que Choromatsu adora. Ela faz várias participações especiais durante todo o espetáculo, mas não possui nenhuma fala, só nos dois últimos episódios. Sua rival é a Totoko.
Shounosuke Hijirisawa (聖澤 庄之助, Hijirisawa Shōnosuke)
Voz de: Yōji Ueda
Uma personagem sem voz, que faz aparições aleatórias ao longo da série.
Garotasmatsus (じょし松, Joshimatsu)
Voz de: Takahiro Sakurai, Yuichi Nakamura, Hiroshi Kamiya, Jun Fukuyama, Daisuke Ono e Miyu Irino
São seis amigas que representam cada um dos sêxtuplos no sexo feminino. Elas são obcecadas por homens e muitas vezes brigam por eles, mas são rápidas em ajudar umas às outras.
Kamimatsu (神松)
Voz de: Kenji Nojima
O "sétimo irmão", perfeito e fidedigno dos sêxtuplos. Ele afirma ter nascido a partir da bondade que os irmãos Matsuno possuem. Ele é adorado por todos.
Akumatsu (悪松)
Voz de: Tomokazu Sugita
O "oitavo irmão" dos sêxtuplos. Ele nasceu da atitude perversa que possuem os irmãos Matsuno.

## Média

### Animé
Osomatsu-san (おそ松さん), produzido pelo Studio Pierrot, foi transmitido entre 5 de outubro de 2015 e 28 de março de 2016. Foi transmitido simultaneamente nos países lusófonos pela Crunchyroll. A série foi criada para comemorar o aniversário de oitenta anos de Fujio Akatsuka, que morreu aos setenta e dois anos em 2008. Durante os primeiros doze episódios, o tema de abertura foi "Hanamaru Pippi wa Yoi Ko dake" (はなまるぴっぴはよいこだけ, lit. "O Apito de Hanamaru é só para Miúdos Bons") interpretado por AouP, enquanto o tema de encerramento foi "Six Same Faces ~Kon'ya wa Saikō!!!!!!~" (SIX SAME FACES ～今夜は最高!!!!!!～, lit. "Seis Faces Iguais ~Esta é a Melhor Noite!!!!!!~") dos intérpretes Iyami (Kenichi Suzumura) e os irmãos Matsuno (Takahiro Sakurai, Yuichi Nakamura, Hiroshi Kamiya, Jun Fukuyama, Daisuke Ono e Miyu Irino). Do episódio treze adiante, o tema de abertura é "Zenryoku Batankyū" (全力バタンキュー, lit. "Força Total Batankyu") interpretado por AouP, e o tema de encerramento é "Six Shame Faces ~~Kon'ya mo Saikō!!!!!!~" (SIX SHAME FACES 〜今夜も最高!!!!!!〜, lit. "Seis Faces da Vergonha ~Esta Noite Também é a Melhor!!!!!!~") com interpretação de Totoko (Aya Endō) e dos irmãos Matsuno. O primeiro episódio da série que contou com várias paródias, foi retirado de sítios de fluxo de média no dia 12 de novembro de 2015, e foi substituído por um OVA. Para além disso, o terceiro episódio que apresenta uma paródia grosseira de Anpanman, foi editado na transmissão da BS Japan, e alterado no seu lançamento de vídeo doméstico.

### Manga
A adaptação em manga de Osomatsu-san, ilustrada por Masako Shitara, foi publicada na revista You da Shueisha a 15 de janeiro de 2016 a 26 de novembro de 2020.

### Jogo eletrónico
Idea Factory anunciou um jogo voltado para o público feminino (otome game) com base na série Osomatsu-san. Intitulado Osomatsu-san The Game: Hachamecha Shuushoku Advice -Dead or Work- (おそ松さん THE GAME はちゃめちゃ就職アドバイス -デッド オア ワーク-), foi lançado a 29 de junho de 2017 para PlayStation Vita.

### Romance
A adaptação do animé para romance, escrita por Yū Mitsuru e ilustrada por Naoyuki Asano será lançada no Japão a 29 de julho de 2016.